# Ljungby FIK
Ljungby FIK (Ljungby Friidrottsklubb) är en förening från Ljungby. Klubben bildades 13 januari 1988 och har (sedan 2012) Sunnerbovallen som hemmaarena.
Mångkamps-SM har arrangerats i Ljungby, år 2020 och 2021. Några nämnvärda personer som är eller har varit med i klubben är Fanny Roos, Jacob Thelander och Lisa Linnell.[källa behövs]